# Kościół Matki Bożej Częstochowskiej w Żabnicy
Kościół Matki Bożej Częstochowskiej w Żabnicy – drewniany kościół parafialny parafii Matki Bożej Częstochowskiej w Żabnicy. Wybudowany w latach 1910-1914 i rozbudowany w latach 1957-1961 przyjmując obecny kształt.
Kościół znajduje się na Szlaku Architektury Drewnianej województwa śląskiego w pętli beskidzkiej.

## Historia
Kościół został wzniesiony w latach 1910-1914 z inicjatywy ks. Jana Figuły, wikiariusza parafii Wniebowzięcia NMP w Milówce. Majstrem ciesielskim był Jan Kurowski z Kamesznicy, drewno zostało dostarczone przez mieszkańców Żabnicy oraz arcyksiążę Karol Stefan Habsburg. Ukończona budowla została poświęcona przez proboszcza z parafii w Milówce, ks. Piotra Padykułę, w 1914. W następnym roku dobudowano wieżę. Kościołem parafialnym została w 1918. Rozbudowa nastąpiła w latach 1957-1961. W 1984 do okien wstawiono witraże, dwa lata później zmieniono pokrycie dachu z eternitowego na blaszany.

## Architektura
Kościół wzniesiony jest na kamiennej podmurówce. Dach jest dwukalenicowy, przykryty blachą, posiada wieżę sygnaturki. Prezbiterium jest wielobocznie zamknięte, od północy przylega zakrystia, od nawy po bokach odchodzą dwie kaplice. Od strony zachodniej znajduje się wieża, zakończona baniastym hełmem.

## Wnętrze
Nad wnętrzem znajduje się płaski strop. Wystrój jest współczesny, neobarokowy. Na ołtarzu głównym wykonanym w 1914 przez niejakiego Jarząbka, rzeźbiarza z Kęt, znajduje się obraz Matki Bożej z Dzieciątkiem w metalowych sukienkach. Ponadto są dwa ołtarze boczne poświęcone św. Józefowi i św. Annie, ambona, organy z 1966, drewniane żyrandole z 1965, wykonane przez miejscowego rzeźbiarza nazwiskiem Józef Kupczak oraz stacje drogi krzyżowej zakupione w Wadowicach w trakcie budowy. Ściany w kościele obite są deseczkami.